# Chinandega megye
Chinandega  egy megye Nicaraguában. A fővárosa Chinandega.

## Földrajz
Az ország nyugati részén található. Megyeszékhely: Chinandega
13 tartományból áll:
1. Chichigalpa
2. Chinandega
3. Cinco Pinos
4. Corinto
5. Realejo
6. El Viejo
7. Posoltega
8. Puerto Morazán
9. San Francisco del Norte
10. San Pedro del Norte
11. Santo Tomás del Norte
12. Somotillo
13. Villa Nueva